# 雷索卢申岛 (新西兰)

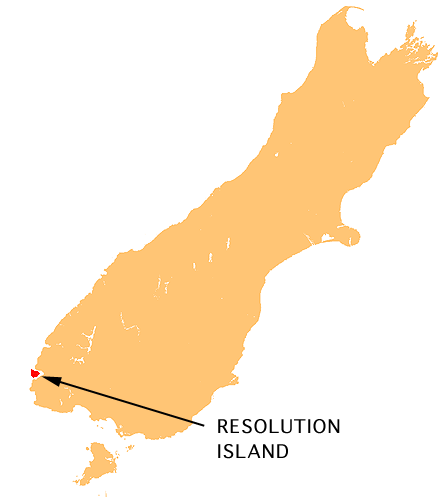
雷索卢申岛位置图

雷索卢申岛（Resolution Island）是新西兰西南部菲奥德兰地区面积最大的岛屿，也是该国的第五大岛，面积约为208平方千米。雷索卢申岛和南岛被达斯基湾和布雷克西湾分隔。
雷索卢申岛大致呈长方形，但西岸有一名为“五指半岛”（Five Fingers Peninsula）的窄长半岛延伸出。
该岛于2004年获选为新西兰的离岸保育区之一，岛上的外来物种被清除以保护原有的物种。早于1894年，土地与测量局委任理查德·亨利为该岛的管理员，该时岛上的鸮鹦鹉和鹬鸵正受到来自大陆的鼬科动物的威胁。然而，1900 年该地区出现白鼬后，最初的保护尝试就失败了。
该岛根据库克船长的船只雷索卢申号命名，当时库克正进行第二次远征，1773年3月在达斯基湾登陆雷索卢申岛。